# Guga, Cluj
Guga este un sat în comuna Cășeiu din județul Cluj, Transilvania, România.